# Allium zaissanicum
Allium zaissanicum — вид трав'янистих рослин родини амарилісові (Amaryllidaceae), ендемік Казахстану.

## Опис
Цибулина одиночна, яйцеподібна, 15–35 мм завдовжки і 11–12 мм завширшки, зовнішні оболонки буро-сірі, папероподібні, внутрішні — плівчасті, прозорі або рожево-фіолетові з тонкими паралельними жилками; цибулинки сидячі або на коротких столонах, нечисленні, 8 мм довжиною і 5 мм завширшки, з жорсткими комірчастими рожево-фіолетовими оболонками, округло-трикутні, з внутрішньої сторони плоскі, зовні опуклі. Стебло 20–30 см заввишки. Листків 2–3, шириною 3–6 мм, дудчасті, циліндричні, жолобчасті, гладкі, коротші від стебла. Зонтик кулястий, щільний, багатоквітковий. Листочки оцвітини довгасто-ланцетні, зеленуваті або зеленувато-жовті, з фіолетовою жилкою, майже рівні, коротко загострені. Коробочка трохи коротша або рівна оцвітині, округло-тригранна.

## Поширення
Ендемік Казахстану.
Населяє східний Казахстан, Зайсанську улоговину. 